# Fissidens surumuensis
Fissidens surumuensis är en bladmossart som beskrevs av Irmscher 1921. Fissidens surumuensis ingår i släktet fickmossor, och familjen Fissidentaceae. Inga underarter finns listade i Catalogue of Life.